# Стрілецько-мисливський спорт
Стріле́цько-мисли́вський спорт — включає різні види спортивно-любительського полювання і спортивну стендову стрільбу.
Стендова стрільба є олімпійським видом спорту.
До неолімпійських видів спорту відноситься «Спортінг» — імітація полювання на різних видах місцевості з шротової та нарізної зброї по диких птахах і тваринах з використанням штучних мішеней. Мішені летять і котяться, мають різний діаметр і форму — тарілочки, пропелери, диски та рухомі зображення тварин.
Спортінг спрямований на розвиток технічних та спортивних навиків стрільця. На майданчику (лінії) представлені мисливські траєкторії різних рівней складності.